# Mikhail Shchennikov
Mikhail Shchennikov (russe : Михаил Щенников), né le 24 décembre 1967 à Sverdlovsk, est un athlète russe spécialiste de la marche athlétique qui s'est illustré en remportant quatre médailles d'or lors des Championnats du monde en salle, cinq médailles d'or continentales et une médaille d'argent lors des Jeux olympiques.
Il est le père de Georgi Schennikov, footballeur professionnel évoluant au CSKA Moscou.

## Records personnels
- 5 000 m marche : 18 min 52 s 01 (Formia, le 08/07/1991)
- 10 000 m marche : 39 min 27 s 59 (Portsmouth, le 19/06/1988)
- 20 km marche :	1 h 18 min 36 s (Sochi, le 20/04/1996)
- 50 km marche : 3 h 43 min 46 s (Atlanta, le 02/08/1996)

## Palmarès
| Année | Compétition                    | Lieu      | Résultat    | Épreuve | Temps           |
| ----- | ------------------------------ | --------- | ----------- | ------- | --------------- |
| 1987  | Championnats du monde en salle | Séville   | 1er         | 5 000 m | 18 min 27 s 79  |
| 1989  | Championnats du monde en salle | Budapest  | 1er         | 5 000 m | 18 min 27 s 10  |
| 1989  | Championnats d'Europe en salle | La Haye   | 1er         | 5 000 m | 18 min 35 s 60  |
| 1990  | Championnats d'Europe en salle | Glasgow   | 1er         | 5 000 m |                 |
| 1991  | Championnats du monde en salle | Séville   | 1er         | 5 000 m | 18 min 23 s 55  |
| 1991  | Championnats du monde          | Tokyo     | 2e          | 20 km   |                 |
| 1993  | Championnats d'Europe en salle | Toronto   | 1er         | 5 000 m |                 |
| 1993  | Championnats du monde          | Stuttgart | Disqualifié | 20 km   |                 |
| 1994  | Championnats d'Europe en salle | Paris     | 1er         | 5 000 m |                 |
| 1994  | Championnats d'Europe          | Helsinki  | 1er         | 20 km   |                 |
| 1995  | Championnats du monde          | Göteborg  | 6e          | 20 km   |                 |
| 1996  | Jeux olympiques                | Atlanta   | 7e          | 20 km   |                 |
| 1996  | Jeux olympiques                | Atlanta   | 2e          | 50 km   | 3 h 43 min 46 s |
| 1997  | Championnats du monde          | Athènes   | 2e          | 20 km   |                 |
| 1998  | Championnats d'Europe          | Budapest  | Abandon     | 20 km   |                 |